# 와케시마 카논
와케시마 카논(分島花音, 1988년 6월 28일 ~ )은 일본의 여성가수, 첼리스트, 일러스트레이터이며, 일본의 첫 첼로보컬리스트이다. 워너 홈 비디오 · 소니 뮤직 아티스츠 소속이다.

## 개요
부모님의 추천으로 3살부터 첼로를 시작해, 중학생 시절에는 현악앙상블그룹과 첼로를 결성해, 음악활동을 시작.
중학생 시절이 끝날 무렵 음악제작을 시작해, 고등학교 1학년 때 문화제에 처음으로 보컬리스트로서 스테이지에 올랐다.
고등학생 시절에는 경음악부에 소속.
재학 중에 참가한 소니 뮤직 주최의 싱어송라이터오디션에 참가해, 결승진출자로 선발.
이후 MALICE MIZER의 전 리더이자 현재 Moi dix Mois로써 활동하는 뮤지션 마나의 프로듀스로 데뷔가 결정.
첼로보컬리스트가 일본의 메이저데뷔를 하는 것은 처음이다.
2008년 5월 28일, 마나의 프로듀스 아래에서 싱글《still doll》부터 《少女仕掛けのリブレット》까지 마나의 프로듀스를 받았다.
이후에는 DefSTAR RECORDS에서 워너 홈 비디오로 레이블을 옮기고 싱어송라이터로 활동하고 있으며,
또한 주제를 가지고 비교적 작은스테이지에서 라이브를 하고있다.

## 경력
- 2008년 5월 28일, 첫 싱글 still doll로 메이저 데뷔.
- 2008년 11월 12일, 두번째 싱글 모래의 성 발매.
- 2009년 2월 18일, 첫번째 앨범 침식 돌체를 발매.
- 2010년 7월 28일, 두번째 앨범 少女仕掛けのリブレット를 발매.
- 2010년 6월 30일, 아메바 블로그 첼로리타의 혁명 을 개설, 공식홈페이지 A Picture Diary에서의 이전소식을 알렸다.
- 2010년 9월 23일, 2.5차원 기재 음악유닛 Kanon×kanon 유닛활동을 시작.
- 2011년 2월 14일, 히라리(ヒラリ)라는 명의로 화가데뷔
- 2011년 5월 26일, 아메바 블로그 첼로리타의 혁명 에 신비주의적 컨셉으로 인해 뒷모습 혹은 의상사진만 올라오던중 첫 셀카를 업로드.
- 2011년 7월 24일, the strange treat! 3개월 연속 컨셉라이브를 발표, 고등학생때 만든곡들을 포함한 모든 셋트리스트는 와케시마 카논 자작곡으로 행해졌다. 또한 이 라이브는 와케시마 카논 가수인생의 터닝포인트가 되었으며, 로리타 컨셉을 졸업하였다.
- 2012년 9월 17일, 워너 홈 비디오로 홈페이지를 이동하는걸 알림, 이와 함께 레이블도 DefSTAR RECORDS에서 워너 홈 비디오로 옮기게 되었다.
- 2012년 11월 7일, 세번째 싱글 파울플레이에 핑그르르 / 벚꽃미궁 발매. 전작으로부터 약 4년만에 발매된 싱글.
- 2013년 1월 25일, 한국에 첫 내한하여 J-POP 아티스트와 함께하는 JMIC 신년행사에 참가
- 2013년 2월 7일, 텀블러 개설 소식을 알렸다.
- 2013년 8월 15일, 아메바 블로그 첼로리타의 혁명에서 텀블러로 이전소식을 알렸다.
- 2013년 9월 14일, 공식 트위터 개설
- 2014년 2월 19일, 네번째 싱글 signal을 발매.
- 2014년 4월 30일, 다섯번째 싱글 killy killy JOKER를 발매. 애니메이션의 오프닝테마를 담당한건 처음이다.
- 2014년 10월 15일, 여섯번째 싱글 world's end, girl's rondo 발매.
- 2015년 2월 25일, 세번째앨범 ツキナミ 발매. 자신의 첫 셀프프로듀서앨범으로 모든곡의 작사,작곡을 담당.
- 2015년 4월 29일, 일곱번째 싱글 RIGHT LIGHT RISE 발매. PV에 처음으로 첼로연주모습이 안들어간다.

## 에피소드
- 어렸을때까지 클래식음악만 듣다가, 중학생때 친구의 영향으로 J-POP을 듣기 시작하면서 싱어송라이터로써의 꿈을 꾸게 된다.[2]
- 중학생때 악보를 읽기위해 피아노 음계를 배운적이 있다.
- 첼로이외에 마트료민이라는 악기를 다룰수있다. 가끔 라이브에도 들고나와서 연주를 한다. 악기이름은 마-군(マ-君)
- 아빠가 미술계에 종사하시며 입담이 좋으신분이라고 한다.[3]
- 첫해외가 2009년 라이브를 계기로 가게 된 프랑스라고 한다.[4]
- 첼로는 총4대를 보유하고 있으며, 기존에 쓰던 갈색첼로의 야에하루(八重春), 데뷔할 때 제작한 빨간색첼로의 나나치에(七千重), 첫번째앨범당시 제작한 하얀색첼로의 미카즈키(三日月), 두번째앨범당시 제작한 은색+테두리에 라인스톤이 붙여있는 모모토세(百兎世)로 각각의 첼로에 이름을 붙여주었다. 모모토세는 2집라이브때만 사용하고 그뒤로 사용하질 않으며, 최근에는 PV에 참가이후 미카즈키도 거의 사용하지 않고있다. 이벤트에 참가할 때 나나치에를 사용하는편이며, 레코딩이나 원맨라이브 혹은 평소에 연습할때는 야에하루를 애용한다. 한국이벤트때는 나나치에를 가지고 왔다.
- 왼손잡이이다.
- 어렸을 때 집근처에 산이 있었는데, 장난치거나 말을 듣지않으면 부모님이 나쁜아이는 텐구에게 보낼꺼라며 실제로 산의 입구까지 차로 갔던적이 있다고 한다.[5]
- 엄마의 생신은 크리스마스이브라고 한다[6]
- 초밥을 좋아하는데, 특히 그중 빨간재료가 올라간 초밥을 좋아해서 빨간재료만 모아놓은걸 카논스폐셜이라고 부르고 있다.[7] 또한, 빨간색을 좋아한다.
- 사진찍는걸 좋아한다. 디지털 카메라나 일안 디지털 카메라 등의 종류를 가지고 있다[8]

## 디스코그래피

### 싱글
- still doll (2008년 5월 28일)

애니메이션「뱀파이어 기사」엔딩테마
모든곡 작사는 와케시마 카논, 작곡 및 편곡은 Mana
- 砂のお城 모래의 성 (2008년 11월 12일)

애니메이션「뱀파이어 기사 Guilty」엔딩테마
모든곡 작사는 와케시마 카논, 작곡 및 편곡은 Mana
- ファールプレーにくらり/サクラメイキュウ 파울플레이에 핑그르르 / 벚꽃미궁 (2012년 11월 7일)

애니메이션「To LOVE -트러블- 다크니스」엔딩테마
PSP게임「フェイト/エクストラ CCC」주제가
모든곡 작사 및 작곡은 와케시마 카논, 편곡은 千葉"naotyu-"直樹
- signal (2014년 2월 19일)

애니메이션 스트라이크 더 블러드 2쿨 엔딩테마
 모든곡 작사 및 작곡은 와케시마 카논, 편곡은 千葉"naotyu-"直樹와 sugarbean
- killy killy JOKER (2014년 4월 30일)

애니메이션 selector infected WIXOSS 오프닝테마
 모든곡 작사 및 작곡은 와케시마 카논, 편곡은 千葉"naotyu-"直樹와 sugarbean
- world's end, girl's rondo (2014년 10월 15일)

애니메이션 selector spread WIXOSS 오프닝테마
 모든곡 작사 및 작곡은 와케시마 카논, 편곡은 江口亮와 千葉"naotyu-"直樹
- RIGHT LIGHT RISE (2015년 4월 29일)

애니메이션 던전에서 만남을 추구하면 안되는 걸까 엔딩테마
모든곡 작사 및 작곡은 와케시마 카논, 편곡은 千葉"naotyu-"直樹

### 앨범
- 侵食ドルチェ 침식 돌체 (2009년 2월 18일)

모든곡 작곡, 편곡은 Mana, 작사는 와케시마 카논
- 少女仕掛けのリブレット─LOLITAWORK LIBRETTO─ (2010년 7월 28일)

모든곡 작사는 와케시마 카논, 작곡은 Mana와 와케시마 카논
- ツキナミ (2015년 2월 25일)

모든곡 작사,작곡은 와케시마 카논

### kanon×kanon
Kanon×kanon 위키 참고

### 히라리(ヒラリ)」
- Flower Sound Orechestra (2011년 2월 14일)
- ネオンライト ポストカードセット (2012년 2월 13일)

### 기타 활동
- 2012년 10월 17일 HALLOWEEN JUNKY ORCHESTRA「HALLOWEEN PARTY」싱글참가
- 2013년 12월 18일 hide TRIBUTE Ⅵ -Female SPIRITS- 中 Beauty & Stupid 보컬참가
- 2014년 6월 28일 니코니코 생방송 moonlight birthday party 주최
- 2012년 5월 29일 가수 겸 성우 미사와 사치카 싱글 「ユナイト」의 전곡 작사담당
- 2013년 12월 11일 가수 카와노 마리나 첫번째 앨범「Imperfect blue」의 작사 및 첼로 및 코러스담당
- 2012년 6월 22일 가수 유즈의 35번째 싱글 「with you」의 뮤직비디오 출연(첼로)
- 2012년 7월 25일 가수 아마노 츠키 앨범「天の樹」의 첼로 및 PV참가
- 2015년 Dark Night Rhapsody〜明けない夜の狂詩曲 오프닝테마 Rear pheles -Red of Another- 보컬 및 작사참가

## LIVE

### 2008년
- 9월 23일 INDIVIDUAL FASHION EXPOⅣ
- 11월 23일 Laforet Underground Party

### 2009년 JAPAN
- 4월 29일 分島花音シ-クレッドライブ『シ-クレッドル-ムライブ』@ 原宿 ASTRO HALL
- 8월 9일 分島花音 1st 원맨라이브 회화적음악회(絵画的音楽会) Shibuya O-WSET
- 10월 28일 VAMPS 주최 HELLWEEN LIVE 2009

### 2009년 PARIS
- 2월 11일 FNAC Champs Elysées IN STORE PERFORMANCE
- 2월 12일 Kanon Wakeshima Special Party @ Paris
- 7월 2일 Japan Pop Culture Festival Laforet KAWAII Collection Opening Mini LIVE
- 7월 4일 Japan Expo Laforet HARAJUKU Collection
- 7월 5일 Japan Expo Live House

### 2009년 AMERICA
- 7월 18일 OTAKON 2009 Saturday Afternoon Concert
- 7월 20일 Amoeba Music SAN FRANCISCO in store
- 7월 21일 L.A Royal T Cafe Live & 일러스트 전시

### 2010년
- 2월 20일 KERA PRESENTS「무도회～ BUTOU-KAI～ COOL JAPAN STYLE」
- 3월 27일 『신쥬쿠マルイワンpresents 「이상한 나라의 다과회(不思議の国のティーパーティー)」』미니라이브
- 7월 17일 『풍림화산(風林火山)』＠나고야　ELECTRIC LADY LAND
- 7월 19일 Vampillia Present「좋은 향기가 나는 밤의 연회(いいにおいのする夜宴)」@ 오사카 osaka unagidani sunsui
- 7월 22일 『푸른장미환상교향곡~여름밤의 꿈~(青薔薇幻想交響曲 ～夏夜の夢～)』이벤트라이브
- 9월 12일 KERA 패션쇼『原宿スタイルコレクション』
- 10월 2일 『少女仕掛けの音楽会』원맨라이브 도쿄 ラフォーレ原宿
- 10월 10일 『少女仕掛けの音楽会』원맨라이브 나고야 ell.FITS ALL
- 10월 11일 『少女仕掛けの音楽会』원맨라이브 오사카 Shangri-La
- 10월 17일 ベストヒット☆ＳＭＡ「ＣＯＯＬ　ＪＡＰＡＮ　ＮＩＧＨＴ」原宿アストロホール

### 2011년
- 7월 2일 미국 Aneheim AM2
- 7월 23일 런던 Hyper Japan 2011
- 7월 24일 런던 Hyper Japan 2011
- 8월 1일 홍콩 apm 라이브
- 8월 2일 홍콩 ACGHK
- 9월 19일 일본　the strange treat!「ブルーノートと朝食を」
- 10월 29일 일본 the strange treat!「ストリングスと昼食を」
- 11월 24일 일본 the strange treat!「エレクトロンと晩餐を」

### 2012년
- 2월 16일 We love children of the Earth ～深澤翠 PRESENTS～
- 3월 9일 We love children of the Earth @赤坂BLITZ
- 4월 6~8일 sakura-con 2012 in Seattle

### 2013년
- 1월 25일 한국 J-POP 아티스트와 함께하는 JMIC 신년행사
- 3월 1~3일 JAPAN EXPO Sud
- 3월 22일 「自由落下とピノキオ」PINOCCHIO with FREE FALL 【ピノキオ編】
- 3월 23일 「自由落下とピノキオ」PINOCCHIO with FREE FALL 【自由落下編】
- 6월 30일 moonlight party　～パジャマパーティー～
- 8월 9일~11일 캐나다 애니메이션 이벤트 Animethon
- 8월 18일 Ani-plugged
- 10월 19일 고베 HALLOWEEN PARTY 2013
- 10월 20일 고베 HALLOWEEN PARTY 2013
- 10월 25일 마린멧세 HALLOWEEN PARTY 2013
- 10월 26일 마린멧세 HALLOWEEN PARTY 2013
- 10월 27일 마린멧세 HALLOWEEN PARTY 2013
- 11월 9일 도쿄 OTOKURA RECORD Presents「音の倉 EPISODE4 ～新たなる希望～」 아마노 츠키 서포터로 참가
- 11월 17일 渋谷CHELSEA HOTEL the strange treat!「ソルティミントなブルーノート」with ハナエ
- 12월 15일 吉祥寺STAR PINE’S CAFE the strange treat!「スウィートシュガーなストリングス」with 天野月

### 2014년
- 1월 18일 下北沢GARDEN the strange treat!「ビタースパイスなエレクトロン」with ichigo
- 3월 22일 東京ビッグサイト Anime Japan 2014 BLUE Program7
- 4월 27일 ニコニコ超会議3
- 8월 8일 渋谷Glad moonlight party　～ultraMarine～
- 9월 20일 京都・みやこめっせ リスアニ！CIRCUIT＠京まふ
- 9월 24일 赤坂BLITZ ごちデス(ФωФ)！vol.1
- 9월 27일 ラフォーレミュージアム六本木, 泉ガーデンギャラリー 「selector & WIXOSS festival『selector spread WIXOSS』放送直前スペシャルイベント」
- 10월 12일 品川インターシティホール ストライク・ザ・ブラッド 単独イベント
- 10월 15일 SHIBUYA TSUTAYA world's end, girl's rondoリリースイベント
- 10월 17일~19일 幕張メッセ国際展示場, 25일~26일 神戸ワールド記念ホール HALLOWEEN PARTY 2014
- 11월 9일 アリオ上尾店 world's end, girl's rondoミニライブ
- 11월 11일 アニメイト池袋店 world's end, girl's rondoリリースイベント
- 11월 15일 멕시코 Ciudad de México J'Fest LIVE
- 11월 21일 アニメイト横浜店 world's end, girl's rondoリリースイベント
- 11월 22일 アニメイト大阪日本橋店, アニメイト広島店 world's end, girl's rondoリリースイベント
- 11월 28일 タワーレコード新宿店 world's end, girl's rondoリリースイベント
- 12월 22일 渋谷WWW 『The strange treat!』のX'masスペシャル

### 2015년
- 2월 22일 京都FANJ アニ鍋 -57th-
- 2월 28일 オリックス劇場 ANIMAX MUSIX 2015 OSAKA
- 3월 7일 アリオ橋本店 TSUKINAMICミニライブ
- 3월 14일 アリオ上尾店 TSUKINAMICミニライブ
- 3월 28일 羽田空港国際線ターミナル4F Re:animation Special in HAF DAY2
- 4월 6일 タワーレコード渋谷店 ツキナミじゃない催しもの
- 4월 19일 千葉県市川市文化会館大ホール selectorイベント
- 4월 26일 心斎橋VARON TSUKINAMIC
- 5월 1일 渋谷CLUB QUATTRO TSUKINAMIC
- 5월 10일 神奈川県民ホール GA文庫10周年アニバーサリーフェスタ！
- 5월 16일 HMVエソラ池袋, アキバ☆ソフマップ1号店, AKIHABARAゲーマーズ本店 「RIGHT LIGHT RISE」オリジナルフラッグお渡し会
- 6월 14일 「ダンジョンに出会いを求めるのは間違っているだろうか」合同発売記念イベント
- 6월 21일 渋谷Cafe CONSOLARE(カフェコンソラーレ) UNHAPPY BIRTHDAY CAFE 33!!
- 8월 29일 Animelo Summer Live 2015 -THE GATE-

## 활동

### TV
- 2008년 5월 26일 애니메이션 뱀파이어 기사 제8화 특별출연 메이드 역
- 2009년 3월 14일 M!ON ASAHI SUPER DAY The LIVE NAVI 프랑스라이브방영
- 2013년 1월 6일 채널 ANIMAX 「STUDIO MUSIX」#19
- 2014년 2월 2일 채널 ANIMAX 「STUDIO MUSIX」#32
- 2014년 4월 12일 TOKYO MX リスアニ!Cafe
- 2014년 4월 19일 TOKYO MX リスアニ!Cafe

### RADIO
- 2008년 11월 22일 A&G 초RADIO SHOW~아니스파~생방송
- ANI-COM RADIO 웹라디오 제 11회 게스트
- JFN계 라디오 TOKYO No.1 カワイイラジオ 34회

### 잡지연재
- KERA「音女の散歩道」

2009년 7월 16일발매 KERA! 09월호 (1화) 곡의 세계관 정하기
2009년 8월 16일발매 KERA! 10월호 (2화) 프랑스라이브레포 & 곡 주인공 설정
2009년 9월 16일발매 KERA! 11월호 (3화) 원맨라이브, 서로에게 쓰는 편지
2009년 10월 16일발매 KERA! 12월호 (4화) 카논양이 만들어 온 곡의 세계관에 대해
2009년 11월 16일발매 KERA! 01월호 (5화) 레코딩 & 할로윈라이브레포
2009년 12월 16일발매 KERA! 02월호 (6화) 벨소리 배달 & 최종회